# Mary Renaultová
Mary Renaultová, vlastním jménem Eileen Mary Challansová (nepřechýleně Mary Renault; 4. září 1905 Forest Gate, Essex, nyní Londýn, Spojené království Velké Británie a Irska - 13. prosince 1983 Kapské Město, Jihoafrická republika), byla britská spisovatelka historických novel a románů. Českým čtenářům je patrně nejvíce známa z populárního dvoudílného díla o starověkem řeckém attickém králi Théseovi Býk přichází z moře a Král musí zemřít.
Pocházela z lékařského prostředí, její otec byl v Londýně lékařem. Po ukončení svých studií v Oxfordu se stala zdravotní sestrou. Vzhledem ke své lesbické homosexuální orientaci se stala představitelkou britské sexuální revoluce.
Po 2. světové válce odjela v roce 1947 se svou životní partnerkou do Jižní Afriky. Celý život upřímně obdivovala antické ideály demokracie a spravedlnosti a věřila v ně, proto se také zapojila do politických hnutí, která bojovala proti tamějšímu apartheidu.
Velmi ráda cestovala po celém světě, na podkladě svých cest do Řecka napsala své nejznámější populární historické novely a romány.

## Dílo
- 1958 The King Must Die - česky: Král musí zemřít - román o atickém králi Théseovi a jeho ovládnutí Eleusiny, mínojské Kréty a Athénského království
- 1962 The Bull from the Sea - česky: Býk přicházi z moře - novela navazující na předchozí román zpracovává řeckou pověst o Théseovi
- 1956 The Last of Wine - česky: Do poslední kapky - kniha o sokratovském a platónovském Řecku
- 1966 The Mask of Apollo - česky: Apolónova maska - kniha o sokratovském a platónovském Řecku
- 1970 Fire from Heaven - česky: Oheň z nebes - 1. část trilogie z doby Alexandra Velikého
- 1977 The Persian Boy - česky: Perský chlapec - 2. část trilogie z doby Alexandra Velikého
- 1981 Funeral Games - česky: Pohřební hry - 3. část trilogie z doby Alexandra Velikého